# 1931 dans le catholicisme
Chronologie du catholicisme
- 1927
- 1928
- 1929
- 1930
- 1931
- 1932
- 1933
- 1934
- 1935

Cet article présente les faits marquants de l'année 1931 dans le catholicisme.

## Évènements
- 3 au 24 mai : ostension du Suaire de Turin.
- 10 mai : béatification de Pierre-René Rogue.
- 17 septembre : saint Robert Bellarmin est proclamé Docteur de l'Église par le pape Pie XI.
- 16 décembre : saint Albert le Grand est proclamé Docteur de l'Église par le pape Pie XI.

## Naissances
- 2 janvier : Abílio Rodas de Sousa Ribas, prélat santo-portugais, premier évêque de Sao Tomé-et-Principe († 2 février 2025)
- 5 janvier : Gérard Defois, prélat français, archevêque-évêque de Lille
- 7 janvier : 
  - Bienheureuse Pierina Morosini, martyre de la pureté italienne († 4 avril 1957)
  - Bienheureux Rolando Rivi, séminariste italien, martyr du communisme († 13 avril 1945)
- 17 janvier : Joseph Willy Romélus, prélat haïtien, évêque de Jérémie († 12 août 2025)
- 18 janvier : Gabriel Gonnet, prêtre français, aumônier national de la Fédération sportive et culturelle de France († 23 juin 1982)
- 23 janvier : Bienheureux Alessandro Dordi, prêtre italien, missionnaire au Pérou et martyr du communisme († 25 août 1991)
- 26 janvier : Bernard Panafieu, cardinal français, archevêque de Marseille († 12 novembre 2017)
- 6 février : Ricardo Jamin Vidal, cardinal philippin, archevêque de Cebu († 18 octobre 2017)
- 12 février : Agustín García-Gasco, cardinal espagnol, archevêque de Valence († 1er mai 2011)
- 19 février : Camillo Ruini, cardinal italien de la Curie, précédemment évêque titulaire de Nepte (de)
- 20 février : Alphonse Gallegos, prélat et vénérable américain, évêque auxiliaire de Sacramento (en) et évêque titulaire de Sasabe (de) († 6 octobre 1991)
- 23 février : Ferdinand Ulrich, philosophe et enseignant allemand († 11 février 2020)
- 4 mars : William Henry Keeler, cardinal américain, archevêque de Baltimore († 23 mars 2017)
- 5 mars : Gérard Fouquet, prêtre français
- 11 mars : Gerhard J. Bellinger, théologien et enseignant allemand († 20 juin 2020)
- 16 mars : Anthony Kenny, philosophe britannique
- 18 mars : Bienheureux Gabriel Longueville, prêtre français martyr en Argentine († 18 juillet 1976)
- 20 mars : Peter Paul Prabhu (en), prélat indien, diplomate du Saint-Siège et archevêque titulaire de Tituli-en-Numidie (de) († 10 septembre 2013)
- 11 avril : Sergio Sebastiani, cardinal italien de la Curie, précédemment archevêque titulaire de Césarée-en-Maurétanie (de) († 16 janvier 2024)
- 16 mai : Blasco Francisco Collaço, prélat indien, diplomate du Saint-Siège et archevêque titulaire d'Octava (de)
- 22 mai : Arthé Guimond, prélat canadien, archevêque de Grouard-McLennan († 6 février 2013)
- 23 mai : Lucian Mureșan, cardinal roumain, archevêque majeur de Făgăraş et Alba Iulia des Roumains
- 11 juin : Dominique Bertrand, prêtre jésuite et théologien français
- 16 juin : Pablo Puente, prélat espagnol, diplomate du Saint-Siège et archevêque titulaire de Macri (de) († 4 décembre 2022)
- 21 juin : 
  - Pierre-Jean Labarrière, prêtre jésuite et philosophe français († 12 juillet 2018)
  - Hubert Bucher (de), prélat allemand, évêque de Bethlehem (en) († 23 juillet 2021)
- 4 juillet : Jean-Paul Régimbal, prêtre, prédicateur et conspirationniste canadien († 8 septembre 1988)
- 12 juillet : Colin Campbell, prélat canadien, évêque d'Antigonish († 17 janvier 2012)
- 16 juillet : 
  - Fergus Kerr, prêtre dominicain et écrivain écossais
  - Jean Potin, prêtre assomptionniste, auteur et journaliste français († 17 novembre 2004)
- 29 juillet : John Klyberg, évêque anglican britannique devenu prêtre catholique († 16 janvier 2020)
- 18 août : 
  - François Brune, prêtre catholique devenu orthodoxe et auteur français († 16 janvier 2019)
  - Bienheureux Michel Coquelet, prêtre, missionnaire au Laos et martyr français († 20 avril 1961)
- 31 août : Roger Meindre, prélat français, archevêque d'Albi, Castres et Lavaur († 7 octobre 1999)
- 18 septembre : Hubert Constant, prélat haïtien, archevêque de Cap-Haïtien († 23 septembre 2011)
- 21 septembre : Marcel André J. Gervais, prélat canadien, archevêque d'Ottawa († 6 août 2023)
- 24 septembre : Medardo Joseph Mazombwe, premier cardinal zambien, archevêque de Lusaka († 29 août 2013)
- 29 septembre : Victor Hermann Balke (en), prélat américain, évêque de Crookston (en)
- 1er octobre : Jacques Fihey, prélat français, évêque de Coutances et Avranches († 12 mars 2017)
- 11 octobre : Jean Cadilhac, prélat français, évêque de Nîmes († 27 octobre 1999)
- 12 octobre : 
  - Pie-Claude Ngumu, prêtre, compositeur et musicien camerounais († 9 mars 1993)
  - Sœur Odile, religieuse française, missionnaire au Chili, résistante à la dictature († 22 avril 2010)
- 17 octobre : Pierre Dubois, prêtre franco-chilien, missionnaire au Chili, défenseur des droits de l'Homme († 28 septembre 2012)
- 31 octobre : Sergio Obeso Rivera, cardinal mexicain, archevêque de Xalapa († 11 août 2019)
- 4 novembre : Bernard Law, cardinal américain, archevêque de Boston († 20 décembre 2017)
- 22 novembre : Antons Justs (de), prélat letton, évêque de Jelgava (de) († 17 février 2019)
- 26 novembre : Adrianus Johannes Simonis, cardinal néerlandais, archevêque d'Utrecht († 2 septembre 2020)
- 6 décembre : Valentí Fàbrega, philologue, théologien et enseignant espagnol († 11 mars 2024)
- 7 décembre : Nicolas Cheong Jin-suk, cardinal sud-coréen, archevêque de Séoul († 27 avril 2021)
- 14 décembre : René-Lucien Picandet, prélat français, évêque d'Orléans († 20 octobre 1997)
- 17 décembre : Bienheureux János Brenner, prêtre hongrois et martyr du communisme († 15 décembre 1957)
- 18 décembre : Jacques Grand'Maison, prêtre, sociologue, théologien, écrivain et enseignant canadien († 5 novembre 2016)
- Date précise inconnue : Frédéric Rubwejanga, prélat rwandais, évêque de Kibungo

## Décès
- 6 janvier : Jean-Joseph Hirth, prélat et missionnaire français, vicaire apostolique de Kivu et évêque titulaire de Theveste (de) (° 26 mars 1854)
- 11 janvier : Albert Anthiaume, prêtre et historien français (° 30 mai 1855)
- 13 janvier : Bienheureux François Marie Greco, prêtre italien, fondateur des Petites ouvrières des Sacrés-Cœurs (° 25 juillet 1857)
- 22 janvier : Bienheureux László Batthyány-Strattmann, aristocrate, médecin et "docteur des pauvres" hongrois (° 28 octobre 1870)
- 26 janvier : Edward Joseph McCarthy, prélat canadien, archevêque de Halifax (° 25 janvier 1850)
- 29 janvier : Antoine Eestermans, prélat et missionnaire belge, évêque de Lahore (° 24 avril 1858)
- 31 janvier : Henri-Arthur Scott, prêtre, historien et enseignant canadien (° 3 septembre 1958)
- 5 février : Albert Nègre, prélat français, archevêque de Tours (° 13 février 1853)
- 6 février : Cyprian Fröhlich, prêtre allemand connu pour ses œuvre de charité (° 20 mars 1853)
- 9 février : Joseph-Romuald Léonard, prélat canadien, évêque de Rimouski (° 19 août 1876)
- 7 mars : Émile Grouard, prélat et missionnaire français, vicaire apostolique de Grouard et évêque titulaire d'Ibora (de) puis archevêque titulaire d'Ægina (de) (° 1er février 1840)
- 17 mars : Pietro Maffi, cardinal italien, archevêque de Pise (° 12 octobre 1858)
- 3 avril : Charles Gibier, prélat français, évêque de Versailles (° 24 décembre 1849)
- 5 mai : Basilio Pompilj, cardinal italien de la Curie et archevêque titulaire de Philippes (de) (° 16 avril 1858)
- 31 mai : Raymond-Marie Rouleau, cardinal canadien, archevêque de Québec (° 6 avril 1866)
- 5 juin : Crescente Errázuriz, prélat chilien, archevêque de Santiago du Chili (° 28 novembre 1939)
- 15 juin : Bienheureuse Albertine Berkenbrock, martyre de la pureté brésilienne (° 11 avril 1919)
- 30 juillet : Christophe-Louis Légasse, prélat français, évêque de Périgueux (° 25 août 1859)
- 2 septembre : François Nau, prêtre, mathématicien et linguiste français (° 13 mai 1864)
- 7 septembre : Bienheureux Ignace Kłopotowski, prêtre polonais, fondateur des Sœurs de la Bienheureuse Vierge Marie de Lorette (° 20 juillet 1866)
- 14 septembre : Francesco Ragonesi, cardinal italien de la Curie, précédemment diplomate du Saint-Siège et archevêque titulaire de Myre (de) (° 21 décembre 1850)
- 16 septembre : Thomas Couët, prêtre dominicain et essayiste canadien (° 11 avril 1861)
- 6 octobre : Timothy Casey, prélat canadien, archevêque de Vancouver (° 20 février 1862)
- 31 octobre : Jean Barbier, prêtre et écrivain français (° 9 juillet 1875)
- 24 novembre : Kunibert Krix, prêtre et homme politique allemand (° 13 février 1867)
- 25 novembre : Gustave Barrier, prêtre et écrivain français (° 9 avril 1860)
- 27 novembre : J. Tourmentin, prêtre et auteur antimaçonnique français (° 5 novembre 1850)
- 29 novembre : Émile Chesnelong, prélat français, archevêque de Sens (° 6 avril 1856)
- 30 novembre : Augustin Dontenwill, prélat canadien, archevêque de Vancouver (° 4 juin 1857)
- 1er décembre : Jean-Édouard Lamy, prêtre et mystique français (° 22 juin 1853)
- 4 décembre : Henri Doré, prêtre jésuite, écrivain et missionnaire français en Chine (° 4 avril 1859)
- 5 décembre : Bienheureux Philippe Rinaldi, prêtre salésien italien (° 28 mai 1856)
- 18 décembre : 
  - Louis Billot, cardinal ayant démissionné, théologien jésuite français (° 12 janvier 1846)
  - Gustave Waffelaert, prélat belge, évêque de Bruges (° 27 août 1847)
- 24 décembre : Elias Hoyek, prélat libanais, patriarche maronite d'Antioche (° 26 décembre 1843)